# Ildikó Rónay-Matuscsák
Ildikó Rónay, född den 25 mars 1946 i Budapest, Ungern, är en ungersk fäktare.
Han tog OS-silver i damernas lagtävling i florett i samband med de olympiska fäktningstävlingarna 1972 i München.